# Чудинов, Павел Васильевич
Па́вел Васи́льевич Чуди́нов  (6 декабря 1865, Российская империя — 19 сентября 1922, Петроград) — кадровый офицер Российской императорской армии, участник Русско-японской войны, Первой мировой войны и Гражданской войны.

## Биография
Православный. Из потомственных дворян. Воспитывался в Псковском кадетском корпусе, где окончил 5 классов. В службу вступил в 1886 году, зачислен в списки 146-й пехотного Царицынского полка рядовым на правах вольноопределяющегося. Окончил курс в полковой учебной команде. В 1888 году командирован в Санкт-Петербургское пехотное юнкерское училище, зачислен в старший класс с переименованием в юнкера. В 1889 году выпущен из училища по 2-му разряду, переименован в подпрапорщики. По прибытии к полку назначен исправляющим должность квартермистра. Заведовал  охотничьей командой в 1893—1900 гг. В 1899 году командировался в Управление Ямбургского уездного воинского начальника для обучения ратников Государственного ополчения. Подпоручик (ст. с 6.04.1890 г.), поручик (ст. с 6.04.1894 г.). В июне 1900 года зачислен в запас армейской пехоты и исключён из списков означенного полка. Перешёл на гражданскую службу в Крестьянский поземельный банк, находившийся в ведении Министерства финансов, определён помощником контролёра 2-го разряда, с марта 1901 года — помощником контролёра 1-го разряда.

## Русско-японская война
В июне 1904 года призван из запаса на военную службу в 87-й пехотный Нейшлотский полк, принявший участие в русско-японской войне в составе действующей армии. Штабс-капитан (ст. с 18.05.1904 г.). Ранен в бою 3 октября 1904 года в районе Янтайских копей (бой за Новгородскую сопку), впоследствии находился на излечении в госпитале.  
Список гг. офицерам, раненым и убитым в делах с японцами.

<<...По дополнительно полученным сведениям, ранен в бою 3 октября 87-го пех. Нейшлотского полка штабс-капитан Павел Васильевич Чудинов...>>
Высочайшим приказом по Военному ведомству от 17 июля 1906 года вновь призван из запаса и зачислен на службу в 87-й пехотный Нейшлотский полк. Капитан (26.11.1909, старшинство с 18.04.1906).

## Первая мировая война
С началом Первой мировой войны переведён в 267-й пехотный Духовщинский полк второй очереди. За отличия в боях против неприятеля был награждён чином подполковника (ст. с 15.11.1914). За отлично-усердную службу и труды, понесённые во время военных действий, 8 сентября 1916 года был удостоен Высочайшего Монаршего благоволения.
После Октябрьской революции служил недолго в строевой, а затем в хозяйственной части Красной Армии Петроградского военного округа до дня своей смерти. Умер от сердечного приступа в сентябре 1922 года; похоронен на Казачьем кладбище Александро-Невской лавры, напротив Троицкого собора.

## Награды
- Орден Св. Анны 4-й ст. (1904 г., пожалование утверждено 10 июля 1905 г.)
- Орден Св. Анны 3-й ст. (1909 г.)
- Орден Св. Станислава 2-й ст. (6 декабря 1912 г.)
- Орден Св. Анны 2-й ст. (1917 г.)[12]
- Орден Св. Владимира 4-й ст. с мечами и бантом (28 мая 1915 г.)[13]
- Орден Белого орла (Сербия) с мечами
- Медаль «В память Царствования Императора Александра III»

## Семья
Жена — Серафима Савватьевна Россихина (1872—1942), дочь архангельского мещанина.
Дети: Пётр (1898—1942), Анна (1900—1945), Варвара (1902—1992), Василий (1903—1977), Сергей (1906—1983), Руфина (1908—1999), Регина (сестра-близнец Руфины; умерла в младенческом возрасте).